# Damageplan
I Damageplan sono stati un supergruppo groove metal statunitense di Arlington, Texas, fondato nel 2003 da Dimebag Darrell e Vinnie Paul, dopo lo scioglimento dei Pantera.

## Storia del gruppo
Inizialmente denominati New Found Power (nome successivamente utilizzato per il loro disco d'esordio), il gruppo venne fondato nel 2003 dai fratelli Dimebag Darrell e Vinnie Paul, rispettivamente ex-chitarrista ed ex-batterista dei Pantera. A loro si aggiunsero il cantante Patrick Lachman (chitarrista degli Halford) e il bassista Bob Zilla.
Nel 2004 i Damageplan pubblicarono l'album New Found Power seguito da un tour che ebbe il suo culmine con l'apparizione al Download Festival. Il gruppo si sciolse l'8 dicembre dello stesso anno a causa dell'assassinio di Darrell durante un concerto presso l'Alrosa Villa di Columbus, Ohio. Scioccati per l'avvenimento, gli altri membri decisero di accantonare il progetto Damageplan per rispetto di Darrell; il sito ufficiale del gruppo è stato trasformato in un elenco di tributi allo scomparso chitarrista.

## Formazione

### Ultima
- Patrick Lachman – voce (2003-2004)
- Dimebag Darrell – chitarra (2003-2004)
- Bob Zilla – basso (2003-2004)
- Vinnie Paul – batteria (2003-2004)

### Ex componenti
- Shawn Matthews – basso (2003)

## Discografia

### Album in studio
- 2004 – New Found Power

### Video musicali
- 2004 – Explode
- 2004 – Breathing New Life
- 2004 – Save Me